# Epithelantha pachyrhiza
Epithelantha pachyrhiza és una espècie fanerògama que pertany a la família de les cactàcies (Cactaceae). És originària de Nord-amèrica.

## Descripció
Epithelantha pachyrhiza és una rara espècie petita de creixement lent, erecta a postrada, generalment sense ramificacions o rarament ramificada, no arrelada profundament al substrat. La tija és de coll prim, amb forma de baldufa parcialment cobert d'espines. Creix fins a uns 10 cm d'alçada i s'allarga amb l'edat. Les espines són de color blanc a taronja pàl·lid o marró blavós, que són més petites que Epithelantha micromeris. Les arrels són clarament tuberoses a semblants a les pastanagues. Les flors són de color blanc rosat.

## Distribució i hàbitat
Epithelantha pachyrhiza només és endèmica a una zona molt petita al sud-est i nord-est de Saltillo, a l'Estat de Coahuila, nord de Mèxic. En el seu hàbitat creix entre les roques.

## Taxonomia
Epithelantha pachyrhiza va ser descrita per Curt Backeberg i publicat a Cactus (Paris) 9(39): 31, a l'any 1954.
Etimologia
Epithelantha: nom genèric que deriva del grec i significa "flors que surten de tubercles".
pachyrhiza: epítet
Sinonímia
- Epithelantha micromeris subsp. pachyrhiza (W.T.Marshall) N.P.Taylor in Cactaceae Consensus Init. 5: 13 (1998)
- Epithelantha micromeris var. pachyrhiza W.T.Marshall in Cact. Succ. J. (Los Angeles) 16: 161 (1944)
- Epithelantha micromeris f. elongata (Backeb.) Bravo in Cact. Suc. Mex. 25: 65 (1980)
- Epithelantha micromeris var. elongata Backeb. in Cactus (Paris) 40: 62 (1954)
- Epithelantha pachyrhiza var. elongata Backeb. in Cactus (Paris) 40: 62 (1954)
- Epithelantha pachyrhiza subsp. elongata (Backeb.) D.Donati & Zanov. in Piante Grasse 30: 185 (2010)
- Epithelantha pachyrhiza subsp. parvula D.Donati & Zanov. in Piante Grasse 30: 185 (2010)[4][5]